# Rocca Santo Stefano
Rocca Santo Stefano é uma comuna italiana da região do Lácio, província de Roma, com cerca de 1.009 habitantes. Estende-se por uma área de 9 km², tendo uma densidade populacional de 112 hab/km². Faz fronteira com Affile, Bellegra, Canterano, Gerano, Subiaco.

## Demografia
| Variação demográfica do município entre 1861 e 2011                               |
|                                                                                   |
| Fonte: Istituto Nazionale di Statistica (ISTAT) - Elaboração gráfica da Wikipedia |